# Трудово кооперативно земеделско стопанство
Трудовото кооперативно земеделско стопанство (съкратено ТКЗС) е земеделска кооперация в Народна република България по съветски модел.
ТКЗС-тата са създавани първоначално и по замисъл доброволно, но при масовата колективизация на земята често се стига до насилствени мерки за обобществяване на собствеността на голяма част от селските собственици – особено на най-богатите.

## Закони по кооперирането
Кооперирането на земеделските стопани по различни профили на земеделското производство и реализация на продукцията до 1944 г. се развива по принципи и структура, съответстващи на тези в останалите държави в Европа. Дотогава България е на второ място в света по развитие на кооперативното движение след Дания със създадените главно след Първата световна война потребителски, кредитно-спестовни и земеделски кооперации. Земеделските производители членуват и се обединяват в кооперации по браншове, като участват с дялов капитал или членски внос за постигане на целите на тези доброволни сдружения – взаимопомощ, единна ценова политика, новости и търговска структура за реализация на произвеждания продукт. Органите за управление се избират и отговарят за дейността си пред всички членове на кооперацията.

### Наредба-закон за трудовите кооперативни земеделски стопанства (1945)
Първи държавен законодателен акт, който урежда въпросите с името и статута на трудовите кооперативни земеделски стопанства, е обнародваният в ДВ, бр. 95 от 25.04.1945 г. Наредба-закон за трудови кооперативни земеделски стопанства. Обнародваният текст търпи промяна през 1947 и 1948 г. Законът постановява два принципа за създаване на такива кооперативни сдружения – като кооперация самостоятелно юридическо лице и като отдел към съществуващите местни потребителни и кредитни кооперации.
Наредба-законът до голяма степен повтаря постановките на Примерния устав на земеделските производствени кооперации, разработен от Българската земеделска и кооперативна банка през 1940 година. За разлика от по-късното устройство на ТКЗС, той предвижда запазване на частната собственост на членовете и изплащането на рента в размер на 40% от дохода на стопанството. В същото време новите ТКЗС са освободени от данъци за три години и могат да получават безплатно държавни и общински имоти.
През пролетта на 1945 г. се образуват първите доброволни сдружения за колективна обработка на земята като отдели към съществуващите по селата структури на всестранната кооперация. Насърчавани от идеите на Александър Стамболийски за създаване на т. нар. земеделско взаимоспомагателно кооперативно сдружение, „Всестранката“ е изпитана структура на кооперацията. С дялови вноски на членовете си тя ги подпомага на принципа на взаимоспомагателната каса и развива кредитна и търговска дейност за изкупуване на селскостопанска продукция и продажба на стоки за населението. Към началото на 50-те години на ХХ век кредитната дейност на селските всестранки се закрива и те остават да работят като потребителни кооперации.
Организираните отдели за колективна обработка на земята към тези селски кооперации нямат нищо общо с модела на колхозите в СССР и сдруженията използват принципите на кооперирането в Европа със следните характерни особености:
- членството е доброволно;
- всеки получава възнаграждение спрямо вложения труд;
- всеки получава рента за вложения дялов капитал от земя, инвентар и пари;
- земята остава собственост на всеки член и има правото участва в сдружението съобразно своя интерес;
- управленският състав се избира и отчита пред Общото събрание на членовете-кооператори.

От август – септември 1945 г. някои от тези доброволни селски сдружения се обособяват като самостоятелни юридически лица, като в устава и организацията им са заложени духът и традициите на кооперативното движение в България дотогава.
В принципите на комунистическата идеология е заложено, че „частната собственост ежедневно, ежечасно, ежеминутно ражда капитализъм“. Преустройването на частната земеделска собственост и лишаването на селяните от собственост е процес, който започва с Петия конгрес на БКП през 1948 г. Голямата социална и политическа пъстрота в българските села води до това, че по-голямата част от населението в България не е свързана със социализма. За да не се получи политически конфликт и отпор на политиката на БКП, се предприема ускорено „реконструиране“ на селското стопанство, включващо:
- бърза колективизация на селските стопани, без национализация на земята;
- обединяване на разпокъсаните земеделски земи и повишаване на агротехническите мероприятия за по-високо земеделско производство;
- механизация на земеделския труд.

### Закон за трудовата поземлена собственост (1946)
Първата крачка към създаване на обществен сектор за производство на селскостопанска продукция е изземването на продуктивна земеделска земя със Закона за трудовата поземлена собственост. Двадесет и шестото ОНС приема този закон на 12 март 1946 г., като ограничава собствеността на семейство до 300 дка. земя в Добруджа и до 200 дка. в останалата част от България. Отнети са 564 000 дка. земеделска земя. С една част от експроприираната земеделска земя са оземлени бедни земеделски стопани, след което са приети в ТКЗС. Другата част е предадена за обработка на създаваните Държавни земеделски стопанства (ДЗС) по подобие на съветските совхози.
Малко по-късно, в новоприетата Димитровска конституция от 1947 година изрично е вписано, че „ТКЗС се насърчават и подпомагат от държавата и се ползуват с особената ѝ закрила“.
| „                | "Кооперацията е организация на широките народни маси. Тя трябва да играе важна роля във вътрешното стопанско строителство. Може да се каже, че кооперацията трябва да има до голямо степен това значение в областта на стопанските и културни интереси на населението, което Отечествения фронт има в обществено-политическия живот на България." | “ |
| Георги Димитров, | |   |

### Закон за изкупуване на едрия земеделски инвентар (1948)
Със Закон за изкупуване на едрия земеделски машинен инвентар (ДВ 48/1948) е извършена експроприация на трактори, плугове, вършачки и прикачен инвентар в селата. В селата на Северна България на практика има общо между 7 и 13 трактора, окомплектовани с вършачки и прикачен инвентар. В Добруджа този инвентар е по-малко. Общо в България, по данни от кооперативната централа на „Съюз на притежателите на вършачки и други земеделски машини и двигатели в България – София“ през 1942 г., 6000 члена притежават толкова на брой селскостопански комплекта машини. Съгласно чл. 4 от закона, машините са оценени при крайно неизгодни цени, но дори и определената цена за старо желязо не е изплатена на стопаните. Практически, с този акт е извършена национализация на селскостопанския инвентар и са създадени държавни Машинно-тракторни станции (МТС) за обслужване на ТКЗС, без за това да са отделени каквито и да било финансови ресурси за подкрепа на производителите на селскостопанска продукция. Това действие на държавата нанася унищожителен удар по частната инициатива, частното земеделие и ощетява всички частни земеделски стопани.
В края на 1948 г. ВНС приема закон, с който директивите на БКП се превръщат в петгодишен народностопански план. Заложено е в края на Първата петилетка МТС да бъдат 150 броя с 10 000 трактора.

## Етапи на колективизацията
- Изграждане на ТКЗС и провеждане на масова колективизация от 1945 до 1959 г.
- Уедряване на ТКЗС – до 1969 г.
- Създаване на АПК – до 1989 г.

### По пътя на съветските колхози
Началото на обществения сектор в селското стопанство е поставен, но броят на членовете в ТКЗС много бавно се увеличава от 1945 до 1950 г. През 1950 г. се провежда Втората национална конференция на ТКЗС. Приема се нов примерен устав, което окончателно отделя земеделските сдружения от принципите на кооперацията и налага силно партийно и държавно влияние, като определя ръководителите в управителните съвети, структурата на кооперацията и ценовата политика.
През 1950 г., след национализацията на земеделския инвентар, следва сериозен натиск за масовизиране на колективизацията. На места в селата много стопани са репресирани. Държавната политика, чрез законови актове, също поставя селяните в безизходица и те са принудени да приемат членството си в новите ТКЗС.
- През 1950 г. се определят непосилни и задължителни държавни доставки от декар обработваема площ, независимо от характера на земеделското стопанство. Селяните непредали зърно, добитък за месо, мляко, яйца и други държавни доставки по определени ниски цени са осъждани по бързата процедура на продължителни срокове затвор за вредителство.
- Респектиращ натиск е обявяването на някои селяни от местните Общински управления за кулаци. Без да са извършени доказани противодържавни действия, без да са проведени съдебни или други законови процедури, някои земеделски стопани са определяни от местни общински служители и партийни активисти като кулаци и с най-общо формулирани обвинения са приобщавани към вредителите, към неблагонадеждните граждани, към гражданите неприемащи политиката на новата власт. След това следва показното действие „разкулачване“, с което се респектират всички техни съселяни. Така се отнемат гори, земи и селскостопански инвентар или се провежда изселване в други населени места. В издаваните характеристики съпровождащи членовете на семействата им е вписвано „народен враг“ и „кулак“, с което завинаги са променяни човешки съдби. [11]
- С постановление на МС и ЦК на БКП № 5/5 януари 1951 г. за подготовка и провеждане на пролетната сеитба и отглеждане на есенните посеви през 1951 г. с т. 3, ал. 2 и ал. 3 се разпорежда на всички притежатели на земеделска земя в землища в други населени места (наричани „перекендоплатци“) да заявят посевния си план до 10 януари 1951 г. Постановлението е публикувано и разпространено заедно с изтичане на срока за деклариране на собствеността. Практически всички собственици са нарушители и земята им е конфискувана от т. нар. Т.П.С. комисии с процедура „отчуждаване“ на собствеността и предаване на местните ТКЗС.
- С разрастването на ТКЗС, особено след акциите за масовизация през 1950 – 1952 и 1956 г., т. нар. „частници“ са принуждавани от местната държавна власт да напускат собствените си законни земеделски имоти и са оземлявани в края на землищата и в най-неплодородните земи. Със силата на принудата с тези действия са погазвани всякакви законови принципи за собственост и съответните правни документи за това.[12] Това преместване обрича селяните на много труд и мизерни доходи.

Израз на недоволството от мерките на комунистическия режим и срещу диктатурата, терора, политическите репресии и отнемането на собствеността на селяните е създаването на въоръжени чети от т. нар. Горянско движение. Това е първото съпротивително движение в комунистическа държава след Втората световна война, широко подкрепяно от селяните – земеделци  и просъществувало с различна степен на разрастване от 1947 до 1954 г. През април 1948 г. земеделският лидер на БЗНС „Врабча-1“ Димитър Гичев е обвинен в съдействие за „организиране на въоръжени чети“ за борба срещу властта, даване нареждания за „организиране на саботажи“, в „разпространение на слухове“ и е осъден на доживотен затвор. Съпротивата е жестоко потушена от силни милиционерски и военни части,  ръководени от правителството на Вълко Червенков.
Междувременно ТКЗС разширяват дейността си, изземвайки обществени услуги, които дотогава се осъществяват от местни кооперации или от общините. Първоначално те си присвояват общите селски разплодници, а впоследствие също казани, фурни, бани и други. Същевременно старите кооперации по селата са фактически национализирани, като са подчинени на създадения през 1947 година Централен кооперативен съюз, и престават да играят самостоятелна роля в стопанския живот на селата.

### Първи стопански резултати
Притискани и мачкани от такава държавна политика през 1952 г. 52% от селяните и 60% от земята е в обществения сектор на селското стопанство – ТКЗС. През първия петгодишен план са създадени и 100 държавни земеделски стопанства (ДЗС) със земя отнета чрез прилагане закона за поземлената собственост. Не всички заложени прогнози за развитие са изпълнени в този период. За 1952 г. броят на ТКЗС нараства едва с 8%. Политиката на ниски изкупни цени на селскостопанската продукция пречи за икономическата стабилност и икономическото състояние на ТКЗС не е добро. Поради ниската си рентабилност и много ниско заплащане на труда стопани започват да напускат кооперативите.
Годишният размер на заработката в едно от първите създадени ТКЗС в страната в с. Михайлово (Област Враца) през 1952 г. е 170 лева (по курса на бълг. лев след 1962 г.).
На Пленум на ЦК на БКП на 6 – 7 декември 1955 г. се отчита, че кооперираното земеделие „не може да бъде притегателен център за онези стопани, които са вън от кооперативното стопанство“, тъй като заплащането е 5,5 – 6 лв. на трудоден (55 – 60 стотинки след паричната реформа 1962 г.). Чрез ТКЗС „докарва се животновъдството в застой и се дърпа назад“. Изкупната цена на млякото е 1 – 1,5 лв. (10 – 15 ст. след паричната реформа 1962 г.), а средния добив на царевица е 140 – 150 kg от декар. Селата са напуснати от 100 000 души, търсещи препитание в строителство, заводи, „Горубсо“ или като общи работници. 
До края на 1955 г. кооперирането практически е в застой. За периода 1952 – 1955 г. кооперираната земя се е увеличила само с 2,5% до 62,5%. Разрушаването на традициите в българското земеделие, нарушаване на непрекъснато декларирания принцип на доброволността и политиката на ограбване труда на селяните, предизвиква вълна от недоволства, прибиране на селскостопанския инвентар и животни и напускане на ТКЗС. Вместо да вникнат в проблемите, партийните лидери обвиняват за това някакво външно вмешателство, вътрешен враг и засилват репресиите си срещу населението.
Поради ниската ефективност в земеделието и намаленото производство, през 1956 г. ЦК на БКП е принуден да вземе решение за освобождаването от резерва на 50 000 t жито и за закупуване и внос на други 100 000 t за изхранване на населението. През 1959 г. на заседание на Политбюро на БКП отново е решено да се внесат концентрирани фуражи за нуждите на животновъдството в размер на 150 000 t. .
Априлският пленум на ЦК на БКП от 1956 г. налага вземането на извънредни мерки за засилване на процеса на коопериране. В края на 1957 г. се отчита успешното „масовизиране“. От ТКЗС е обхваната 92% от земеделската земя. Това е поредната грешка, защото малките парчета земя в полупланинските и планинските райони не подлежат на механизирана обработка и населението остава без своя традиционен поминък – животновъдство напуска и обезлюдява тези места.
За активиране на селскостопанското производство правителството предприема няколко мерки:
- личните стопанства са освободени от държавните доставки;
- ТКЗС са освободени от задължителните държавни доставки и такси;
- намаляват се цените на химическите препарати и торове, ползвани от ТКЗС;
- обучават се и се изпращат специалисти и ръководни кадри по места с което окончателно се премахва принципа на сдружаване в кооперацията.

В края на 1957 г. се отчита, че класата на селяните-кооператори е достигнал численост от 1 500 000 души. Констатацията на управляващата комунистическа партия е, че остатъкът от 8% частни стопанства не може да влияе върху социалните отношения, както и да упражнява икономически натиск върху политиката на БКП и държавното управление. В средата на 1958 г. България е втората държава в света след СССР с изцяло подчинен и ръководен от управляващата комунистическа партия обществен сектор в селското стопанство. След 14 г. са постигнати целите за ликвидиране на частната собственост, частната инициатива и достигане до т. нар. социалистическо селско стопанство, като база за укрепване и политическо развитие на социализма като обществена система.

### Десетилетие на експерименти
След 1960 г. настъпват редица преобразувания целящи интензифициране на труда, увеличаване обема на произвежданата селскостопанска продукция, като база за ускорено икономическо развитие. С въвеждането на административната реформа от 1959 г. и създаването на нови окръзи се структурират обществени организации със засилен контрол и ръководство на БКП във всички обществени и производствени структури, в т. ч. и в ТКЗС. Окончателно е разрушен принципът за коопериране и доброволността. Липсва материална заинтересованост за по-добра работа. Селянинът е отчужден от земята и се превръща от стопанин в чиновник, обработващ земя.
Управителните съвети окончателно са изместени от правото да определят, назначават и контролират управленци в земеделските кооперации. Тяхното съществуване е формално, както е формално и наименованието „земеделска кооперация“. За управлението на отрасъла се вземат решения на партийно ниво. Пристъпва се към обединяване и окрупняване на ТКЗС, като техният брой от общо 3500 се свежда до 700 със средна обработваема площ от около 70 000 дка. Увеличават се администрацията и бюрократичните спънки при вземане на организационни решения от отделните съставни ТКЗС. Структурата „Обединени ТКЗС“ не се оказва удачна, въпреки че периодът 1960 – 1970 е най-успешният в историята на колективното обработване на земята.
От 1962 г. се въвежда нова система за изкупуване на земеделската продукция. С въвеждането на договорите за продажба са изравнени изкупните цени на продуктите произвеждани в ДЗС и ТКЗС. Това реално увеличава приходите в касите на ТКЗС.
През март 1967 г. на конгрес на ТКЗС се приема нов примерен устав за кооперативните стопанства, който утвърждава и създава условия за реализиране на партийната политика. Всички тези мерки се вземат поради неблагоприятните тенденции на ниски ръстове на производството на селскостопанска продукция. За Петата петилетка прирастът ѝ е 26,2%. От 1970 г. се проявява трайна тенденция за недостиг на храни и необвръзка с около 12 – 15% между производството и потреблението на селскостопански продукти. Селата се оказват с недостатъчно работна ръка поради непрекъснатото извличане на хора от там и настъпващите сериозни демографски промени. Така наричаната от партийни функционери „незаета работна ръка“ от селата, вече работеща в градовете, при смяната на поколенията е връщана отново в селата за прибиране на реколтата. Организират се селскостопански бригади от ученици, студенти, войници, служещи и работници от заводите, за да се прибира от полето вече готовата земеделска продукция. Намаляването на работоспособното население по селата довежда до нови решения – преминава се към производството на храни, произвеждани с висока степен на механизирани процеси, т.е. увеличава се производството на зърнени храни, за сметка на трудоемките производства на плодове и зеленчуци. Почти е прекратено традиционното производство на памук. Намалено е производството на захарно цвекло. Намалени са площите с лозови насаждения, както и успешните опити за развитие на овощарство. Такива решения променят продуктовата структура, предлагана на международните пазари. През 1970 г. съотношението на промишлената към селскостопанската продукция е 80:20.
Наличната техника в селското стопанство се стопанисва лошо и се използва значително под нейния производствен капацитет. През 1960 г. средната заработка на един трактор (приравнен към 15 hp) е 6420 дка. мека оран, през 1970 г. производителността е намалена на 4650 дка., а през 1976 г. вече е 4170 дка. Независимо от увеличения брой на селскостопанските машини, използваемостта е много ниска, въпреки големия дял немеханизирани дейности в селското стопанство.

### Ново преустройство
За излизане от кризата, настъпваща в селскостопанското производство, през септември 1969 г. на Септемврийския пленум на ЦК на БКП се взема решение да се направи ново обединяване на ТКЗС, като се премине към създаване на аграрно-промишлени комплекси (АПК). Очаква се, че концентрацията на ресурси и специализация ще доведе до стабилна икономика в селата. Идеята за това ново по-голямо обединяване има противници дори в редовете на БКП. Сред тях е Иван Тодоров-Горуня. Като специалист, познаващ добре проблемите на селото, той се противопоставя на създаването на АПК и на авторитаризма на Тодор Живков. Горуня смята, че тази мярка ще отчужди хората от селския труд, ще съсипе дребните стопанства и селата.
Според историка Михаил Груев създаването на ТКЗС утвърждава и засилва отбелязваната и в по-ранни периоди относителна толерантност в българското общество към кражбите на обществено имущество. Първоначално възприемани като средство на държавата да заграби имотите на хората, не след дълго ТКЗС започват да се осъзнават от някои като обект на масови кражби, които често се оправдават с принудителната колективизация. Тези кражби са толкова разпространени, че се превръщат в съществена част от доходите на някои от работещите в ТКЗС и важен мотив за работата там.